# Groznica
Groznica (vrućica, ognjica, pireksija, hiperpireksija, kontrolisana hipertermija) (lat. febris) je opšti medicinski znak karakteriziran povišenjem temperature iznad normalnog raspona, uzrokovan povećanjem ciljne tačke mehanizma koji reguliše telesnu temperaturu. To povećanje ciljne tačke temperature aktivira povećanje mišićnog tonusa i drhtanje.
S porastom telesne temperature javlja se osećaj hladnoće, iako je telesna temperatura povećana. Kad temperatura dosegne ciljnu tačku, nastaje osećaj toplote. Groznica je jedna od imunoloških odgovora kojim telo pokušava da neutrališe bakterijske ili virusne infekcije. Groznica može biti uzrokovana mnogim različitim stanjima, od benignih do potencijalno opasnih. Osim kod vrlo visoke temperature, smanjivanje temperature najčešće nije potrebno, međutim, mogu se dati antipiretički lekovi koji smanjuju temperaturu, te time čine da se osoba bolje oseća.
Groznica se razlikuje od nekontrolisane hipertermije u tome što je hipertermija povećanje telesne temperature iznad ciljne temperature tela, zbog prekomerne proizvodnje toplote i/ ili nedovoljne termoregulacije.

## Definicija
Raspon normalnih temperatura je širok. Opšte je prihvaćeno da se radi o groznici  ako je:
- Temperatura u anusu (rektumu/rektalno) jednaka ili iznad 37,5 - 38,3 °[1][3]
- Temperatura u ustima (oralno) jednaka ili iznad 37,7 °[4]
- Temperatura pod pazuhom (aksilarno) ili u uhu (ušna, otična) jednaka ili iznad 37,2°C.

U zdravih odraslih muškaraca i žena raspon oralne temperature je 33,2-38,2 °C, za rektalnu je raspon 34,4-37,8 °, u uvu (ušni bubnjić) je 35,4-37,8 °, a aksilarno je 35,5-37,0 °.
Ljudi za vreme telesne aktivnosti razvijaju veće temperature, ali to se ne smatra groznicom, budući da je ciljna tačka temperature normalna. Starije osobe imaju smanjenu sposobnost stvaranja telesne toplote, pa čak i malo povišenje temperature može biti znak ozbiljne bolesti.

## Vrste
Obrazac promena temperature ponekad može ukazati na dijagnozu: 
- Intermitentna groznica: Povišena temperatura je prisutna samo tokom nekoliko sati dnevno, a ostalo vreme je normalna. Javlja se, na primjer, kod malarije, kala-azara, piemije i septihemije. Kod malarije se može javljati periodično svaka 24 sata (malaria quotidiana, ili svakodnevna malarična groznica), od 48 sati (malaria tertiana), ili 72 sata (malaria quartana, vrlo tipična za zarazu s Plasmodium malariae). Ovi obrasci groznice mogu biti manje jasni kod putnika.
- Pel-Abštajnova groznica: specifična vrsta groznice povezana s Hodžkinovom limfoma, koja je naizmenično jedne nedelje visoka, a iduće nedelje niska. Međutim, još uvek se vode rasprave o tome da li ovaj obrazac groznice uistinu postoji.[6]
- Kontinuirana groznica: Temperatura je stalno iznad normalne tokom dana i ne varira više od 1 ° u toku 24 sata. Javlja se  npr. kod upale pluća, tifoida, infekcije mokraćnog sistema, bruceloze i tifusa. Tifoidna groznica može imati specifičan obrazac, sa sporim stepenastim rastom i visokim platoom.
- Remitantna groznica: Temperatura je iznad normalne kroz celi dan i varira više od 1 ° u 24 sata. Javlja se, na primer, kod infektivnog endokarditisa.

Neutropenična groznica, koja se još naziva i febrilna neutropenija, je groznica usled nedostatka normalne funkcije imunskog sistema. Zbog nedostatka neutrofila za borbu protiv infekcija, bakterijske infekcije se mogu širiti vrlo brzo; zato se takva groznica smatra hitnim stanjem. Ova vrsta groznice se češće viđa kod kod ljudi koji primaju imunosupresivnu hemoterapiju nego kod inače zdravih ljudi.
Febrikula je blaga groznica kratkog trajanja, neodređenog uzroka, i bez ikakve određene patologije.